# Калинівка (Народицька селищна громада)
Кали́нівка (МФА: [kɐˈɫɪɲiu̯kɐ] ( прослухати)) — село в Україні, у Народицькій селищній територіальній громаді Коростенського району Житомирської області. Населення становить 30 осіб (2001).

## Історія
Вперше згадується як містечко Калинівка в Овруцькій гродській книзі від 15 вересня 1632 року як власність Овруцької єзуїтської колегії разом з Савлуками, Ксаверовим, Ігнатполем.
1859 рік — «Калиновка» — село поміщицьке. Перебуває в межах Овручського повіту (уѣзда) Волинської губернії. Відноситься до 1 стану. Знаходиться при річці «Каменка», на відстані від повітового міста 50 верст, від стану — 25 верст. Має 54 двори, де проживає: чоловіків — 205, жінок — 186, всього жителів — 391. В селі стоїть дерев'яна православна церква..
До 1861 року жителі села Калинівка були кріпаками. Село належало панам Загурським.
1885 рік — село колишнє власницьке Базарської волості Овруцького повіту Волинської губернії. Має 64 двори, де проживає 563 жителя. В селі стоїть православна церква та заїжджий двір.
1906 рік — село перебуває в межах Базарської волості, має 180 дворів, де проживає 1236 жителів чоловічої та жіночої статі.
Відноситься до 1 стану. Поштова адреса — «г. Овручъ». На 1 грудня 1910 року село «Калиновка» перебуває в межах Овручського повіту (уѣзда) Базарської волості, має 223 двори, де проживає 1369 жителів чоловічої та жіночої статі. Найближчі станції: залізнична — «Малин» — 30 верст; поштова — «Базар» — 8 верст; телеграфна — «Малин» — 32 версти.
1913 рік — найбагатші землевласники володіли землями: Бергер мав 639 д. землі, Загурський — 639 д. землі, Бехталовська — 639 д. землі.
1941 рік — село Калинівка перебуває в межах Базарського району, має: 324 двори, в яких проживає 1296 мешканців. З них чоловічої статі — 545, жіночої статі — 751.
Відповідно до постанови Кабінету міністрів України від 23 липня 1991 року село було внесене до переліку населених пунктів, що підлягають обов'язковому відселенню внаслідок радіоактивного забруднення після аварії на Чорнобильській АЕС.
До 16 листопада 1994 року село входило до складу Калинівської сільської ради Народицького району Житомирської області.
До 27 грудня 1996 року — село Любарської сільської ради Народицького району Житомирської області.
До 24 травня 2007 року село входило до складу Розсохівської сільської ради Народицького району Житомирської області.
6 серпня 2015 року увійшло до складу новоутвореної Народицької селищної територіальної громади Народицького району Житомирської області. Від 19 липня 2020 року, разом з громадою, в складі новоствореного Коростенського району Житомирської області.